# 198 Ampella
Ampella (asteroide 198) é um asteroide da cintura principal com um diâmetro de 57,16 quilómetros, a 1,8988684 UA. Possui uma excentricidade de 0,2278889 e um período orbital de 1 408,67 dias (3,86 anos).
Ampella tem uma velocidade orbital média de 18,99263437 km/s e uma inclinação de 9,30913º.
Este asteroide foi descoberto em 13 de Junho de 1879 por Alphonse Borrelly.